# Хаданович, Игнатий Васильевич
Игнатий Васильевич Хаданович (1916 — ?) — советский учёный в области кормления с.х. животных, доктор сельскохозяйственных наук, профессор.
Родился в 1916 году в д. Струмень (в советское время — Кормянский район Гомельской области).
В 1937 году поступил в вуз, который назывался сначала «Северо-Кавказский зоотехнический институт», в 1938—1943 гг. — «Ворошиловский зооветеринарный институт» (Ворошиловск – такое имя носил Ставрополь с 1935 по 1943 год), затем — «Ставропольский сельскохозяйственный институт».
Как секретарь институтской комсомольской организации сразу после начала войны добровольцем ушёл на фронт. Политрук, награждён орденом Отечественной войны I степени и медалью «За боевые заслуги».
В 1945 г. окончил институт, работал главным зоотехником совхозов в Ростовской области. С декабря 1950 г. учился в аспирантуре ВИЖ и в июле 1953 г. защитил кандидатскую диссертацию:
- Значение лигнинно-углеводистого комплекса при оценке питательности кормовых рационов для молочных коров : диссертация … : кандидата сельскохозяйственных наук : 06.00.00. — Москва, 1953. — 249 с. : ил.

Некоторое время работал в ВИЖ младшим научным сотрудником. С середины 1954 г. старший научный сотрудник, с 1956 г. зав. отделом кормления ВНИИ овцеводства и козоводства (ВНИИОК).
Им предложены физиологически обоснованные нормы кормления тонкорунных и полутонкорунных овец; методы использования азотсодержащих химических соединений и биостимуляторов в кормлении маток и молодняка; методы и приемы интенсивного откорма овец
В 1959 г. вместе с Ф. Н. Янченко опубликовал учебник, который в том же году был переведён на румынский язык:
- Мясной нагул и откорм овец [Текст] / И. В. Хаданович, Ф. Н. Янченко. — Москва : Сельхозгиз, 1959. — 68 с. : ил.; 20 см.
- Îngrăşarea oilor la păşune şi în stabulaţie [Текст] / И. В. Хаданович, Ф. Н. Янченко ; Ministerul agriculturii şi silviculturii. — Bucureşti : Ed. agro-silvică de stat, 1959. — 69 с. : ил.; 20 см.

В 1968 году вместе с Г. А. Окуличевым и Б. Г. Имбсом опубликовал учебник:
- Кормление и содержание овец [Текст] / И. В. Хаданович, Г. А. Окуличев, Б. Г. Имбс ; Под ред. канд. с.-х. наук И. В. Хадановича. — Москва : Колос, 1968. — 287 с. : ил.; 21 см. Тираж 26.000 экз.

В 1971 г. защитил докторскую диссертацию:
- Полноценное кормление овец в условиях Северного Кавказа : диссертация … доктора сельскохозяйственных наук : 06.00.00. — Краснодар, 1970. — 340 с.

В 1972 году присвоено звание профессора.
С 1973 по 1990 г. заведующий лабораторией биологической оценки комбикормов и премиксов ВНИИФБиП (Боровск).
Автор раздела о кормлении овец и коз в справочнике:
- Нормы и рационы кормления сельскохозяйственных животных: Справочное пособие. Ред. Калашников А. П., Клейменов Н.И. М.: Агропромиздат. 1985. 352 с.